# Кюстюмери
Кюстюме́ри (рос. Кюстюмеры, чув. Кӳстӳмĕр) — присілок у складі Вурнарського району Чувашії, Росія. Входить до складу Єршипосинського сільського поселення.
Населення — 525 осіб (2010; 581 у 2002).
Національний склад:
- чуваші — 96 %